# Elecciones generales de Dominica de 1975

Tuvieron lugar en Dominica el 24 de marzo de 1975.

Elecciones generales tuvieron lugar en Dominica el 24 de marzo de 1975. El Partido Laborista de Dominica obtuvo 16 de los 21 escaños disputados. La participación fue del 79.0%. 

## Resultados
| Partido                           | Votos  | %    | Escaños | +/-   |
| --------------------------------- | ------ | ---- | ------- | ----- |
| Partido Laborista de Dominica     | 10,523 | 49.3 | 16      | +8    |
| Partido Popular Unido de Dominica | 6,920  | 32.4 | 3       | +1    |
| Partido Laborista Progresista     | 897    | 4.2  | 0       | Nuevo |
| Partido Federal Caribeño          | 119    | 0.6  | 0       | Nuevo |
| Independentes                     | 2,880  | 13.5 | 2       | +2    |
| Votos blancos/nulos               | 1,769  | -    | -       | -     |
| Total                             | 23,107 | 100  | 21      | +10   |
| Fuente: Nohlen                    |        |      |         |       |